# Agrypon nigricorne
Agrypon nigricorne är en stekelart som beskrevs av Tohru Uchida 1958. Agrypon nigricorne ingår i släktet Agrypon och familjen brokparasitsteklar. Inga underarter finns listade i Catalogue of Life.